# Langangen
Langangen är en tätort och kyrkby i Porsgrunns kommun i Telemark fylke i södra Norge. Orten ligger vid sidan av Europaväg 18, längst inne vid Langangsfjorden, sydöst om staden Porsgrunn. Här finns Langangens kyrka.

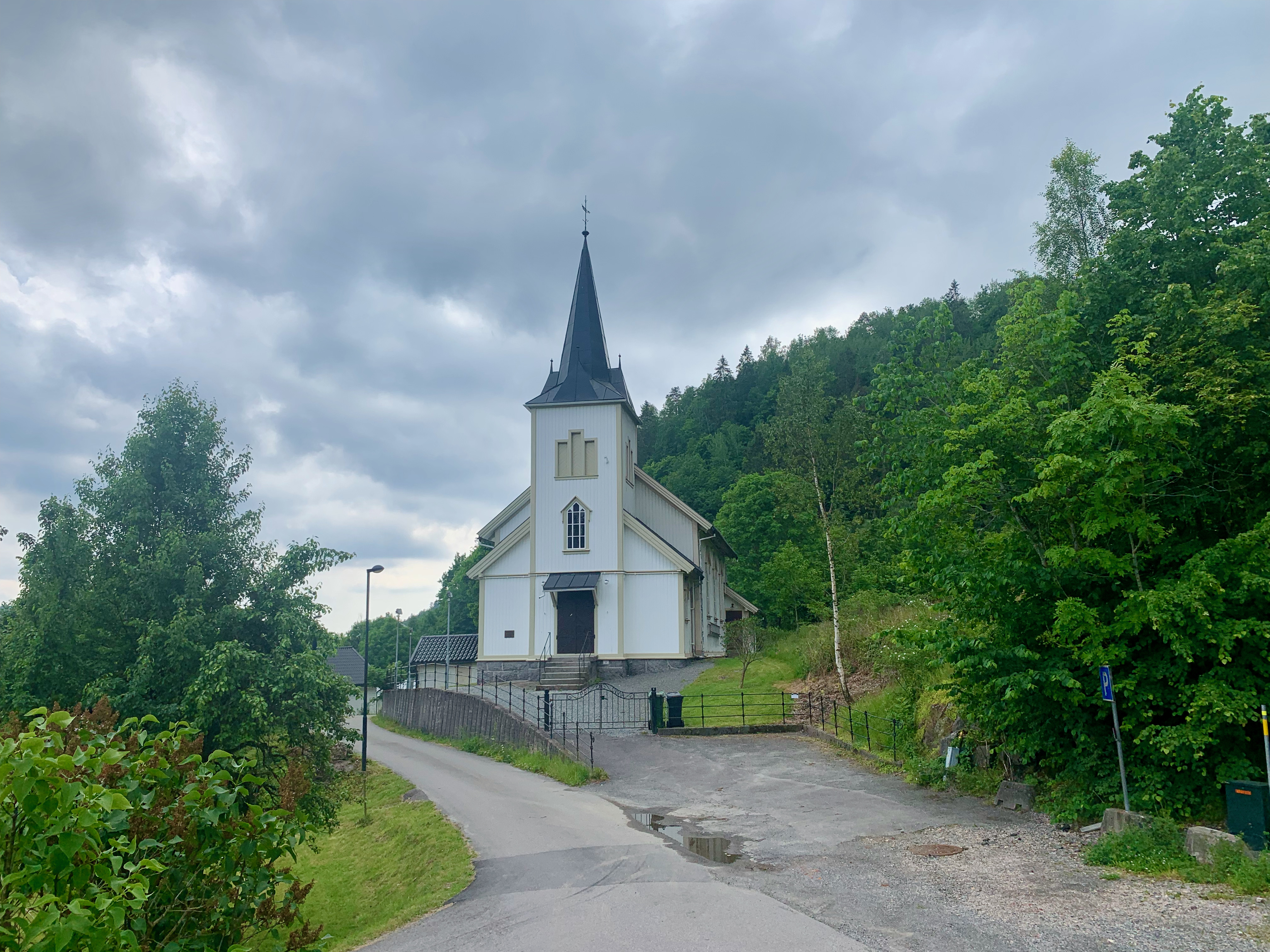
Langangens kyrka.